# New Plymouth (Idaho)
New Plymouth és una població dels Estats Units a l'estat d'Idaho. Segons el cens del 2000 tenia 1.400 habitants.

## Demografia
Segons el cens del 2000, New Plymouth tenia 1.400 habitants, 524 habitatges, i 372 famílies. La densitat de població era de 783,4 habitants/km².
Dels 524 habitatges en un 38% hi vivien nens de menys de 18 anys, en un 56,1% hi vivien parelles casades, en un 10,7% dones solteres, i en un 29% no eren unitats familiars. En el 25,6% dels habitatges hi vivien persones soles el 13,7% de les quals corresponia a persones de 65 anys o més que vivien soles. El nombre mitjà de persones vivint en cada habitatge era de 2,67 i el nombre mitjà de persones que vivien en cada família era de 3,23.
Per edats la població es repartia de la següent manera: un 31,7% tenia menys de 18 anys, un 6,7% entre 18 i 24, un 27,9% entre 25 i 44, un 18,6% de 45 a 60 i un 15,1% 65 anys o més.
L'edat mediana era de 34 anys. Per cada 100 dones de 18 o més anys hi havia 88,6 homes.
La renda mediana per habitatge era de 30.524 $ i la renda mediana per família de 33.224 $. Els homes tenien una renda mediana de 28.529 $ mentre que les dones 21.161 $. La renda per capita de la població era de 12.624 $. Aproximadament el 12,3% de les famílies i el 17,2% de la població estaven per davall del llindar de pobresa.

## Poblacions més properes
El següent diagrama mostra les poblacions més properes.